# Tivela mactroides
Tivela mactroides је врста слановодних морских шкољки из рода Tivela, породице Veneridae, тзв, Венерине шкољке.

## Статус
Прихваћен.